# Il Popolo della Libertà
Il Popolo della Libertà (kurz PdL; ital. für „Das Volk der Freiheit“) war eine politische Partei in Italien, die 2009 aus der Fusion von Forza Italia und Alleanza Nazionale sowie kleinerer Parteien entstand. Gründer war Italiens damaliger Ministerpräsident Silvio Berlusconi (1936–2023). Auf dessen Betreiben benannte sich das zuletzt durch mehrere Abspaltungen geschwächte PdL am 16. November 2013 wiederum in Forza Italia um.

## Entstehung
Nachdem sich die zwei größten Parteien des italienischen Mitte-links-Lagers im Herbst 2007 zum Partito Democratico zusammengeschlossen hatten, schlug Silvio Berlusconi vor, die an der bisherigen Koalition Casa delle Libertà beteiligten Parteien in einer einzigen politischen Kraft der rechten Mitte aufgehen zu lassen. Allerdings sprachen sich alle drei großen Bündnispartner (Alleanza Nazionale, Lega Nord und UDC) gegen die eigene Auflösung aus.
Das Projekt wurde deshalb auf Eis gelegt. Nach dem Fall der Regierung Prodi II und im Hinblick auf die vorgezogenen Parlamentswahlen im April 2008 wurde das Vorhaben einer gemeinsamen Partei kurzerhand wiederbelebt. Berlusconi und Gianfranco Fini gaben am 8. Februar 2008 bekannt, dass Forza Italia und Alleanza Nazionale mit der gemeinsamen Liste Popolo della Libertà antreten und die Lega Nord mit einer eigenen Liste eine Koalition mit ihnen eingehen werde. Die UDC bestätigte ihre Ablehnung gegenüber Berlusconis Projekt und ging auch keine Koalition ein.
Politologen ordneten die Partei den Bewegungen des Populismus zu. In ihrer speziellen Ausprägung, die maßgeblich durch die Interessen des Gründers und Vorsitzenden Berlusconi geprägt war, wurde auch von Berlusconismus gesprochen.

## Wahl 2008
Das Wahlprogramm des Parteienbündnisses,  Rialzati, Italia! („Erhebe dich wieder, Italien!“), wurde in sieben Punkten angelegt (in dieser Reihenfolge): Wachstum beleben; Familien unterstützen; mehr Sicherheit; mehr Gerechtigkeit; Dienste an die Bürger; der Süden; Föderalismus; außerordentliche Maßnahmen für den öffentlichen Haushalt. Weitere Punkte waren die Abschaffung der Gemeindeimmobiliensteuer auf den Erstwohnsitz und die bevorzugte Besteuerung von Überstunden.
Bei den Parlamentswahlen am 13. und 14. April 2008 konnten das PdL und seine Verbündeten Lega Nord und Movimento per l’Autonomia einen Wahlsieg verbuchen. 46,81 % der Stimmen in der Abgeordnetenkammer bzw. 47,32 % im Senat sicherten der Koalition eine deutliche Mehrheit im Parlament. Das Popolo della Libertà (PdL) alleine konnte 37,39 % bzw. 38,17 % erringen.

## Der Weg zur eigenständigen Partei
Nach dem Wahlsieg 2008 wurde eine einheitliche Fraktion im Parlament gebildet, die Abgeordnete und Senatoren von Forza Italia, Alleanza Nazionale und einiger Kleinstparteien umfasste. Die PdL war aber noch keine eigenständige Partei, zumal die Gründerparteien ihre Selbständigkeit bis auf weiteres behalten hatten.
Am 21. November 2008 gab Berlusconi schließlich die Auflösung seiner alten Partei Forza Italia bekannt. Die Alleanza Nazionale vollzog ihre Auflösung am 22. März 2009. Eine knappe Woche später wurde die Gründung der Partei Popolo della Libertà auf dem Kongress in Rom (vom 27. bis 29. März) offiziell besiegelt. Die PdL wurde zu einer vollwertigen Partei.
Die ursprüngliche Parteihymne des Popolo della Libertà war Berlusconi gewidmet und trug den Titel Zum Glück gibt es Silvio. Drei Monate nach Berlusconis Abgang als Ministerpräsident wurde die neue Hymne Leute der Freiheit vorgestellt. Bei den Parlamentswahlen 2013 wurde wieder die Hymne Zum Glück gibt es Silvio gesungen.

## Gründerparteien
Folgende Parteien gehörten zum Gründungskomitee des Popolo della Libertà und waren in der Folge alle darin aufgegangen:
- Forza Italia (64) (Auflösung am 21. November 2008)
- Alleanza Nazionale (33) (Auflösung am 22. März 2009)
- Democrazia Cristiana per le Autonomie (3)
- Popolari Liberali (3)
- Nuovo PSI (2)
- Azione Sociale (1)
- Riformatori Liberali (1)
- Italiani nel Mondo (1)
- Federazione dei Cristiano Popolari (1)
- Destra Libertaria (1)

Die Bewegung Per la Liguria (Für Ligurien) ging später ebenfalls im PdL auf.
Andere Parteien, wie die Rentnerpartei (Partito Pensionati) und die Republikaner, wollten ursprünglich in der Sammelpartei aufgehen, entschieden sich dann aber für ihre Selbständigkeit. Die Liberal Democratici blieben ebenfalls eigenständig, ihr prominentestes Mitglied, Italiens früherer Ministerpräsident Lamberto Dini, trat jedoch zum PdL über.

## Gewichtung innerhalb des PdL

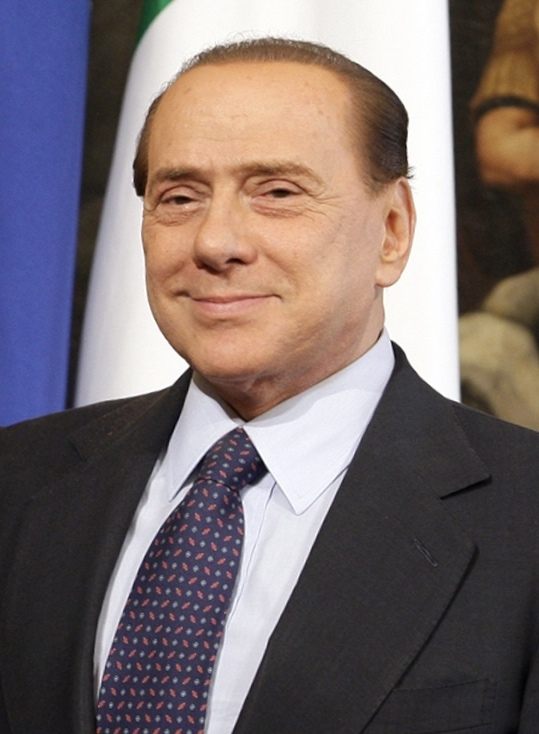
Silvio Berlusconi, Präsident der Partei

Nach der Entstehung der Einheitspartei Popolo della Libertà bemühte man sich, bei der Besetzung wichtiger Ämter ein ausgewogenes Verhältnis zwischen den zwei großen Gründungsmitgliedern Forza Italia (FI) und Alleanza Nazionale (AN) zu bewahren.
Zum Präsidenten des Senates, Italiens zweithöchstem Amt nach dem Staatspräsidenten, wurde nach den Parlamentswahlen 2008 Renato Schifani (FI), zum Präsidenten der Abgeordnetenkammer, dritthöchster Würdenträger, wurde Gianfranco Fini (AN) gewählt. Fraktionsvorsitzender des PdL in der Abgeordnetenkammer wurde Fabrizio Cicchitto (FI), während im Senat Maurizio Gasparri (AN) den Vorsitz führte.
Im Kabinett Berlusconi IV sah das Kräfteverhältnis so aus:
- ehemalige Forza Italia (FI): Ministerpräsident, zwölf Minister und 17 Unterstaatssekretäre
- ehemalige Alleanza Nazionale (AN): vier Minister und acht Unterstaatssekretäre
- ehemalige Democrazia Cristiana per le Autonomie (DCA): ein Minister

## Politische Herkunft
Viele Mitglieder des Popolo della Libertà waren schon zu Zeiten der sogenannten Ersten Republik politisch aktiv. Nach ihrer Herkunft ließen sie sich in drei große Gruppen einteilen:
- Sozialisten: Diese waren bereits im Partito Socialista Italiano tätig und besetzten wichtige Ämter in der Partei bzw. in der Regierung; Giulio Tremonti (ehemaliger Finanzminister, später aus der Partei ausgetreten), Franco Frattini (ehemaliger Außenminister, später aus der Partei ausgetreten), Maurizio Sacconi (ehemaliger Arbeits- und Sozialminister) hatten schon das Parteibuch des PSI.
- Christdemokraten: Ehemalige Parteiangehörige der Democrazia Cristiana wie Claudio Scajola (vormals Minister für wirtschaftliche Entwicklung), Angelino Alfano (vormals Justizminister) und der ehemalige Präsident der Region Lombardei Roberto Formigoni.
- Nationalisten: Diese waren im Movimento Sociale Italiano, der späteren Alleanza Nazionale von Gianfranco Fini, tätig. Auch Alessandra Mussolini (die zwischenzeitlich die Azione Sociale gegründet hatte) zählte zu ihnen.

Zudem waren Mitglieder des untergegangenen Partito Liberale Italiano wie der ehemalige Verteidigungsminister Antonio Martino und der ehemalige Justizminister Alfredo Biondi im PdL beheimatet, wie auch ehemalige Radicali Italiani, wie Daniele Capezzone (als Parteisprecher).

## Politische Strömungen
Offiziell gab es keine Strömungen (correnti) innerhalb des PdL. Dennoch existierten zur Partei gehörige Vereine und Stiftungen, die zum Teil unterschiedliche Positionen vertreten.
- Rete Italia, ein christdemokratischer Verein, der Comunione e Liberazione nahe Positionen vertrat: Roberto Formigoni, Maurizio Lupi und der Europaparlamentarier Mario Mauro gehörten dieser Strömung an.
- Riformismo e Libertà, von Fabrizio Cicchitto, einem ehemaligen Sozialisten.
- Italia Protagonista, von Maurizio Gasparri.
- Promotori della Libertà, von Sandro Bondi und Michela Vittoria Brambilla.
- Task Force Italia, von Franco Frattini (der später aus der Partei austrat).
- ResPublica, von Giulio Tremonti (der eine neue Partei gründete).
- Nuova Italia, von Roms Bürgermeister Gianni Alemanno.
- Destra-PdL, von Domenico Nania.
- Nostra Destra, von Ignazio La Russa (der eine neue Partei gründete).

Bis zum Austritt von Gianfranco Fini konnte man innerhalb der Partei zwei Lager ausmachen:
- Die große Mehrheit stand geschlossen hinter Ministerpräsident Berlusconi (Berlusconiani);
- Eine Minderheit vertrat die Positionen von Kammerpräsident Fini (Finiani).

## Abspaltungen
Zwischen den Gründervätern des PdL, Berlusconi und Fini, kam es mehrmals zu heftigen politischen und persönlichen Querelen. Fini vertrat in ethischen und Einwanderungsfragen einen liberalen Kurs und distanzierte sich offen vom Bündnispartner Lega Nord. Zudem kritisierte er wiederholt Berlusconis „cäsaristischen“ Führungsstil und seine „Attacken“ gegen die Institutionen.
Die Zerwürfnisse führten im Juli/August 2010 zu einer Abspaltung der Anhänger Finis (u. a. Italo Bocchino, Benedetto Della Vedova, Adolfo Urso). Diese gründeten im Parlament eigene Fraktionen mit dem Namen Futuro e Libertà per l’Italia (Zukunft und Freiheit für Italien). In der Abgeordnetenkammer schlossen sich vorerst 34 Abgeordnete (und Fini) der neuen Fraktion an, im Senat zehn. Futuro e Libertà per l’Italia wurde zu einer eigenständigen Partei, die aber nur geringen Zulauf hatte. Einige Parlamentarier kündigten die Mitgliedschaft und traten wieder dem PdL oder anderen Parteien bei.
Der ehemalige Finanzminister Tremonti trat nach Meinungsverschiedenheiten mit Berlusconi aus dem PdL aus und gründete die Lista Lavoro e Libertà (3L; „Liste Arbeit und Freiheit“), die zusammen mit der Lega Nord bei den Parlamentswahlen 2013 antrat.
Im Vorfeld der Parlamentswahlen 2013 spaltete sich im Einvernehmen mit der Spitze des PdL eine neue Partei ab, Fratelli d’Italia – Centrodestra Nazionale (Brüder Italiens – Mitte-rechts National), unter Führung von Ignazio La Russa und der früheren Jugendministerin Giorgia Meloni.

## PdL in Regionen, Provinzen, Gemeinden
Zuletzt stellt das PdL den Regionalpräsidenten in vier Regionen: Abruzzen, Kampanien, Kalabrien und Sardinien. Zudem ist die Partei an den Regionalregierungen von Piemont, Lombardei und Venetien beteiligt, in denen die Lega Nord den Präsidenten stellte.
Bei den Provinz- und Kommunalwahlen im Frühjahr 2009, als in 62 Provinzen und zahlreichen Gemeinden gewählt wurde, konnten sich PdL und seine Bündnispartner behaupten. Vor der Wahl waren nur zwölf Provinzen von Mitte-rechts-Koalitionen regiert, danach wurden es 34.
Bei den Kommunalwahlen 2012, den ersten nach dem Sturz der vierten Regierung Berlusconi, musste die Partei eine Wahlniederlage einstecken. Von den 26 Provinzhauptstädten, in denen gewählt wurde, konnte die Partei nur sechs halten. In der Hochburg Palermo, wo die Partei bislang regierte, kam der PdL-Kandidat auf nur mehr 12 % der Stimmen. Bei den Kommunalwahlen 2013 unterlag der PdL unter anderem auch in Rom.

## PdL im EU-Parlament
In der Legislaturperiode 2004–2009 waren Forza Italia und Alleanza Nazionale mit insgesamt 27 Abgeordneten in unterschiedlichen Fraktionen vertreten, namentlich Europäische Volkspartei bzw. Allianz für ein Europa der Nationen.
Bei der Europawahl in Italien 2009 konnte der PdL 35,26 % der Stimmen erreichen und war mit 29 Abgeordneten nach der deutschen CDU zwischenzeitlich das zweitstärkste Mitglied der Europäischen Volkspartei, gleichauf mit der französischen Union pour un mouvement populaire. Acht Europaparlamentarier haben den PdL inzwischen verlassen.

## Wahl 2013
Bei den Parlamentswahlen 2013 musste der PdL über ein Drittel der Stimmen von 2008 einbüßen und kam in der Abgeordnetenkammer auf 21,56 %, im Senat auf 22,30 %. Innerhalb einer Großen Koalition mit der Demokratischen Partei und der Bürgerliste Scelta Civica nahm der PdL am Kabinett Letta teil, wo er den Stellvertretenden Ministerpräsidenten bzw. Innenminister (Angelino Alfano) sowie die Verkehrs- (Maurizio Lupi), Landwirtschafts- (Nunzia De Girolamo), Gesundheits- (Beatrice Lorenzin) und Reformminister (Gaetano Quagliariello) stellte.

## Umbenennung in Forza Italia und Abspaltung des Nuovo Centrodestra
Am 25. Oktober 2013 hatte PdL-Präsident Berlusconi erklärt, dass seine Partei nunmehr wieder Forza Italia heißen solle. Vor dem Hintergrund der ohnehin schwelenden Konflikte kündigten der Parteivorsitzende Angelino Alfano und seine Ministerkollegen im Kabinett Letta an, diese Entscheidung nicht mitzutragen. Eine Spaltung deutete sich da bereits klar an.
Zur Klärung wurde ein Parteitag einberufen, an dem jedoch Alfano und seine Regierungskollegen, wie schon im Vorfeld angekündigt, nicht teilnahmen. Rund 800 der verbleibenden Parteimitglieder entschieden sich am 16. November 2013 gleichwohl für einen Neuanfang unter altem Namen. Berlusconi wurde zitiert: „Ich bin glücklich, dass wir zu diesem Namen zurückgekehrt sind, den wir alle noch im Herzen haben: Forza Italia.“
Am Abend stellte Alfano seine neue Partei Nuovo Centrodestra vor, ihr wurden neben den fünf PdL-Ministern insgesamt 30 der 98 Senatoren sowie 27 der 97 Abgeordneten in der Abgeordnetenkammer zugerechnet, genug um die Regierungsmehrheit auch ohne Forza Italia halten zu können.